# Grace Caroline Currey
Grace Caroline Currey, geboren als Fulton; (17 juli 1996) is een Amerikaanse actrice en danseres.
Caroline Currey is het meest bekend met de rol van de jonge Melinda Gordon in de televisieserie Ghost Whisperer, Carol in de horrorfilm Annabelle: Creation en Mary Bromfield in de superheldfilm Shazam! uit de filmreeks DC Extended Universe. Ze volgde een professionele opleiding balletdanseres en in 2011 een cursus aan de Royal Ballet School in Londen. In 2014 richtte ze haar carrière op acteren met een studie aan de Royal Academy of Dramatic Art.
Haar broer Soren Fulton en tante Joan Shawlee zijn eveneens acteur / actrice.

## Filmografie

### Film
| Jaar | Titel                    | Rol            | Opmerkingen |
| ---- | ------------------------ | -------------- | ----------- |
| 2007 | Badland                  | Celina Rice    |             |
| 2017 | Painted Horses           | Paige          |             |
| 2017 | Annabelle: Creation      | Carol          |             |
| 2018 | Vampire Dad              | Susie          |             |
| 2019 | Shazam!                  | Mary Bromfield |             |
| 2022 | Fall                     | Becky Connor   |             |
| 2023 | Shazam! Fury of the Gods | Mary Bromfield |             |
| 2025 | A Breed Apart            | Violet         |             |

### Televisie
| Jaar      | Titel                       | Rol                   | Opmerkingen                          |
| --------- | --------------------------- | --------------------- | ------------------------------------ |
| 2001      | That's Life                 | Lydia (4 jaar)        | afl.: "Banister Head"                |
| 2001      | JAG                         | Katelyn Maat          | afl.: "Redemption"                   |
| 2002      | Home of the Brave           | Sydney Briggs         | televisiefilm                        |
| 2004      | The Mystery of Natalie Wood | Jonge Natalie Wood    | televisiefilm                        |
| 2004      | Back When We Were Grownups  | Jonge Biddy           | televisiefilm                        |
| 2005-2007 | Ghost Whisperer             | Jonge Melinda Gordon  | 5 afleveringen                       |
| 2006      | Bones                       | Haley Farrel          | afl.: "The Girl with the Curl"       |
| 2008      | Our First Christmas         | Lily                  | televisiefilm                        |
| 2012-2013 | Revenge                     | Jonge Victoria Harper | 3 afleveringen                       |
| 2016      | Awkward                     | Boots                 | afl.: "Misadventures in Babysitting" |